# Сан Бартоломео ин Галдо
Сан Бартоломѐо ин Га̀лдо (на италиански: San Bartolomeo in Galdo) е градче и община в Южна Италия, провинция Беневенто, регион Кампания. Разположено е на 597 m надморска височина. Населението на общината е 5204 души (към 2010 г.).